# Velia Vidal
Velia Vidal Romero (nascida em 5 de Novembro de 1982, em Bahía Solano, na Colômbia) é uma escritora afro-colombiana, ativista cultural, promotora de leitura e gestora cultural. É diretora da corporação cultural educacional Motete e idealizadora do FLECHO (Festival Chocó de Leitura e Escrita). Ela foi escolhida pela BBC como uma das 100 mulheres mais inspiradoras de 2022.

## Trajetória
Velia Vidal estudou Ciências da Comunicação Social na Universidade de Antioquia, na Colômbia, especializando-se em Gestão Social na Escola Superior de Administração. Velia Vidal na administração pública em questões ambientais e culturais. Foi diretora do Parque Biblioteca Fernando Botero, da Corregedoria de San Cristóbal. Foi apresentadora de televisão e comunicadora na presidência da câmara municipal de Medellín. É articulista na Revista Cambio e pesquisadora do projeto "Afluentes", iniciativa conjunta do Museu Britânico.
Velia Vidal é fundadora de Motete, um projeto comunitário que promove leitura e alfabetização na região do Chocó.  Motete é uma corporação cultural que promove o desenvolvimento do pensamento crítico por meio de atividades que buscam resgatar a cultura chocoana, localizada no departamento colombiano de Chocó. A iniciativa atende cerca de 1.500 famílias e promove a leitura por meio de clubes do livro com crianças e adolescentes em cinco bairros populares.
Desde 2018, organiza anualmente o FLECHO (Festival Chocó de Leitura e Escrita), onde participam mais de 10.000 pessoas.
O seu trabalho como ativista contra a desigualdade e o racismo foi reconhecido em escala internacional.

## Publicações
- 2021: Aguas de estuario.[15]

## Participações
- Festival Gabo em Bogotá, em 2022.[16]
- Hay Festival a Hay-onde-Wye, em 2022.[17]
- Segundo Encontro Continental de Estudos Afrollatinoamericans ao ALARI (Afro-Latin American Research Institute) da Universidade Harvard.[18]

## Prêmios e reconhecimentos
- Bolsa em Escritura Criativa dentro do Programa Pacífico do Instituto Caro y Cuervo e do Fondo Acción.[19]
- Bolsa do Ministério da Cultura da Colômbia para a publicação de obras de autoras afrocolombianas, negras, raizals ou palanqueras.[20]
- Menção honorífica do Centro de Estudos Afrolatinoamericano, da Universidade Harvard, nos Estados Unidos.[21]
- Bolsa a Josepha, uma residência de artistas em Ahrenshoop, na Alemanha.[22]
- 100 Mulheres da BBC, em 2022.[23]